# Мансуров Раміс Фарідович
Раміс Фарідович Мансуров (нар. 20 жовтня 1973, Запоріжжя, УРСР) — український футболіст та футзаліст татарського походження, півзахисник, футзальний та футбольний тренер.

## Кар'єра гравця
Вихованець СДЮСШОР «Металург» (Запоріжжя), перший тренер — Валентин Гришин. У 1992 році розпочав кар'єру у футзальному клубі «Надія» (Запоріжжя). У 1993 році виступав в аматорській команді «Гірник» (Комсомольськ), а влітку того ж року прийняв запрошення від вищолігового кременчуцького «Кременя». потім повернувся у футзал, виступав у складі клубу «Надія» (Запоріжжя). На початку 2003 року зламав ногу, через що не поїхав на чемпіонат Європи в Італії. Влітку 2003 року підсилив МФК «Шахтар». Влітку 2009 року перейшов до франківського «Урагану», в якому виступав до кінця року. На початку 2011 року протягом двох місяців виступав в азербайджанських клубах «Араз» (Нахічевань).
Потім грав в аматорських колективах «Катран» (Запоріжжя) та «Імекс» (Запоріжжя), також виконував у командах функції тренера. Останнім професіональним клубом у кар’єрі Раміса став «Приват» (Кривий Ріг), у кольорах якого закінчив футбольну кар’єру у 2015 році.

## Кар'єра в збірній
У 1998 році в кольорах студентської футзальної збірної України взяв участь у фінальному турнірі чемпіонату світу з футзалу серед студентів, завоювавши титул чемпіона світу. Багаторічний гравець збірної України, кольори якого він захищав з 1998 року, вигравши друге місце в чемпіонаті Європи (2001).

## Кар'єра тренера
Ще будучи футболістом розпочав тренерську діяльність. У 1999 році, у віці 25 років, поєднав функції гравця та тренера ДСС (Запоріжжя). У січні 2011 року прийняв запрошення від запорізької ДЮСШ «Металург». Потім з 2012 року знову виконував роль граючого тренера в аматорській команді «Імекс» (Запоріжжя). 3 лютого 2015 року його призначили головним тренером «Приват» (Кривий Ріг), яким працював до 10 листопада 2015 року.

## Досягнення
«Надія» (Запоріжжя)
- Чемпіонат України
  -  Чемпіон (1): 1992
  -  Срібний призер (1): 1993/94
  -  Бронзовий призер (1): 1994/95

- Кубок України
  -  Фіналіст (1): 1993/94

ДСС (Запоріжжя)
- Чемпіонат України
  -  Бронзовий призер (6): 1995/96, 1996/97, 1999/00, 2000/01, 2001/02, 2002/03

- Кубок України
  -  Володар (1): 2001/02
  -  Фіналіст (1): 1996/97

МФК «Шахтар» (Донецьк)
- Чемпіонат України
  -  Чемпіон (4): 2003/04, 2004/05, 2005/06, 2007/08
  -  Срібний призер (1): 2008/09
  -  Бронзовий призер (1): 2006/07

- Кубок України
  -  Володар (2): 2003/04, 2005/06
  -  Фіналіст (2): 2004/05, 2008/09

- Суперкубок України
  -  Володар (3): 2005, 2006, 2008

- Кубок УЄФА
  - 1/2 фіналу (1): 2005/06

збірна України з футзалу
- Чемпіонат світу з футзалу серед студентів
  -  Чемпіон (1): 1998

- Чемпіонат Європи
  -  Срібний призер (1): 2001

### Індивідуальні
- Багаторазово включався в списку 15 та 18 найкращих футзалістів України

### Відзнаки
- Заслужений майстер спорту України
- Член клубу Олександра Яценка: 334 голи

## Відеофрагменти
- Спорт-персона Рамис Мансуров на YouTube